# ヘンリー・ハワード (サリー伯)

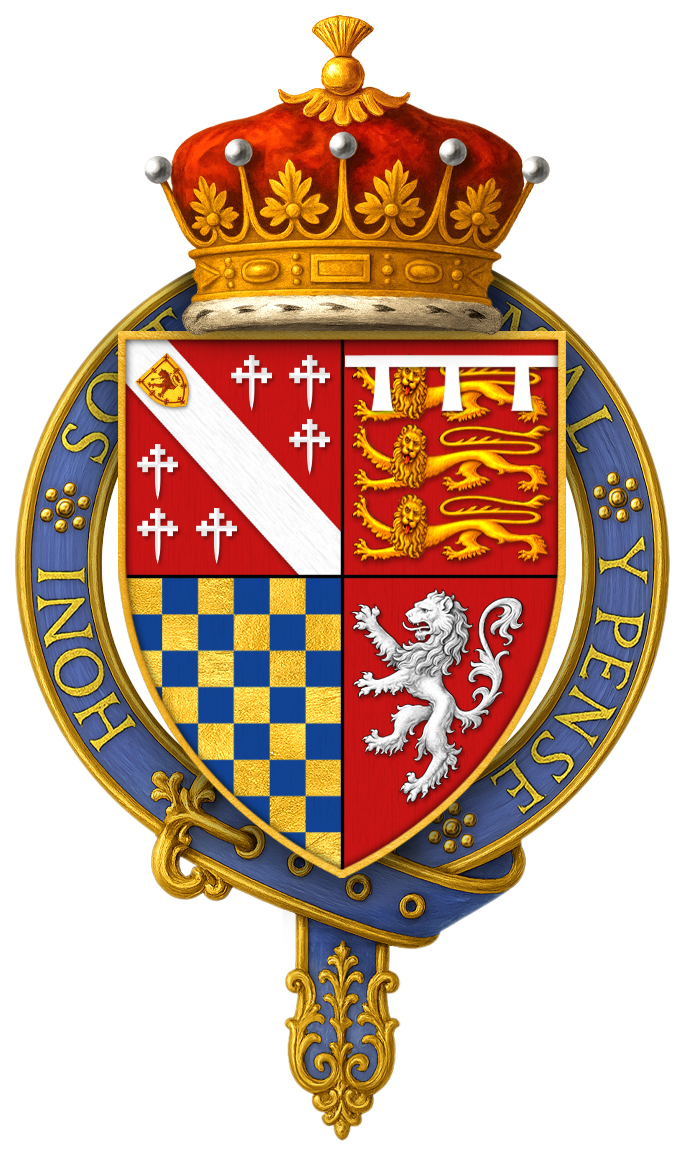
サリー伯ヘンリー・ハワードの紋章

サリー伯爵ヘンリー・ハワード（英: Henry Howard, Earl of Surrey, KG, 1517年 - 1547年1月19日）は、イングランドの貴族子弟であり詩人。
第3代ノーフォーク公トマス・ハワードとエリザベス夫妻の嫡男。ヘンリー8世の2番目の王妃アン・ブーリンは従姉、5番目の王妃キャサリン・ハワードは従妹。
ノーフォーク公の法定推定相続人として父の有する爵位サリー伯爵を儀礼称号として称したが、襲爵前に刑死した。

## 生涯
第3代ノーフォーク公トマス・ハワードの長男。母はトマスの2番目の妻で第3代バッキンガム公エドワード・スタッフォードの娘エリザベスであった。そのため父母両方を通して王の血筋を引いていた。
1524年に祖父の第2代ノーフォーク公トマス・ハワードが亡くなり、父がノーフォーク公を継いだため、サリー伯の儀礼称号を帯びた。
少年時代の1530年からヘンリー8世の私生児であるヘンリー・フィッツロイと一緒にウィンザー城で育って親友となり、ヘンリー・フィッツロイが妹のメアリーと結婚したために義理の兄弟となった。フィッツロイの異母姉でヘンリー8世の長女メアリー王女（後のメアリー1世）との縁談が持ち上がったが実現せず、1532年にオックスフォード伯爵ジョン・ド・ヴィアーの娘フランセスと結婚した。
1532年には従姉のアン・ブーリンと共にフランスへ外交使節として赴き、1年以上滞在した。1536年には長男のトマス・ハワードが生まれるも、ヘンリー8世の2番目の王妃となっていたアンが反逆罪で処刑され、フィッツロイも17才で病死してハワード家の領地に葬られた。またこの年、父と共に修道院解散に抗議して起こった反乱（恩寵の巡礼）を鎮圧した。
1542年、従妹でヘンリー8世の5番目の王妃キャサリン・ハワードがやはり反逆罪で処刑された。
優れた兵士であり、1542年のスコットランド遠征に加わり、翌1543年からヘンリー8世のフランス遠征（第五次イタリア戦争）に加わりフランスとフランドルを転戦したが、他の宮廷人に暴力をふるい、夜に街を歩いては家の窓を割るなどの粗暴なふるまいにより入牢を繰り返した。また庶民出身の廷臣たちを公然と見下し、特にヘンリー8世の息子エドワード王子（後のエドワード6世）の母方の伯父に当たるハートフォード伯エドワード・シーモアとトマス・シーモア兄弟とは犬猿の仲だった。
年を取り、病に苦しんだヘンリー8世は次第に妄想に取りつかれ、サリー伯が息子のエドワード王子から王位を奪う計画をしていると考え始めた。折しも、サリー伯がヘンリー8世亡き後はエドワード王子の後見人に父が相応しいと公言したり、ハートフォード伯への対抗心から自分の紋章にエドワード懺悔王の紋章を加増したことがヘンリー8世の猜疑心を掻き立て、ハートフォード伯らシーモア家を憤慨させた。1546年にブローニュ占領中にフランス軍と交戦して敗れ、ハートフォード伯と交代したこともシーモア家との対立を深めた。
ハートフォード伯の画策により1546年12月2日にサリー伯は拘束、父も12日に捕らえられ、証拠不十分にもかかわらず取り調べに当たった大法官トマス・リズリーに有罪を宣告され、1547年1月19日にサリー伯は大逆罪で斬首された。父は処刑前に王が急死したために延命させられた。

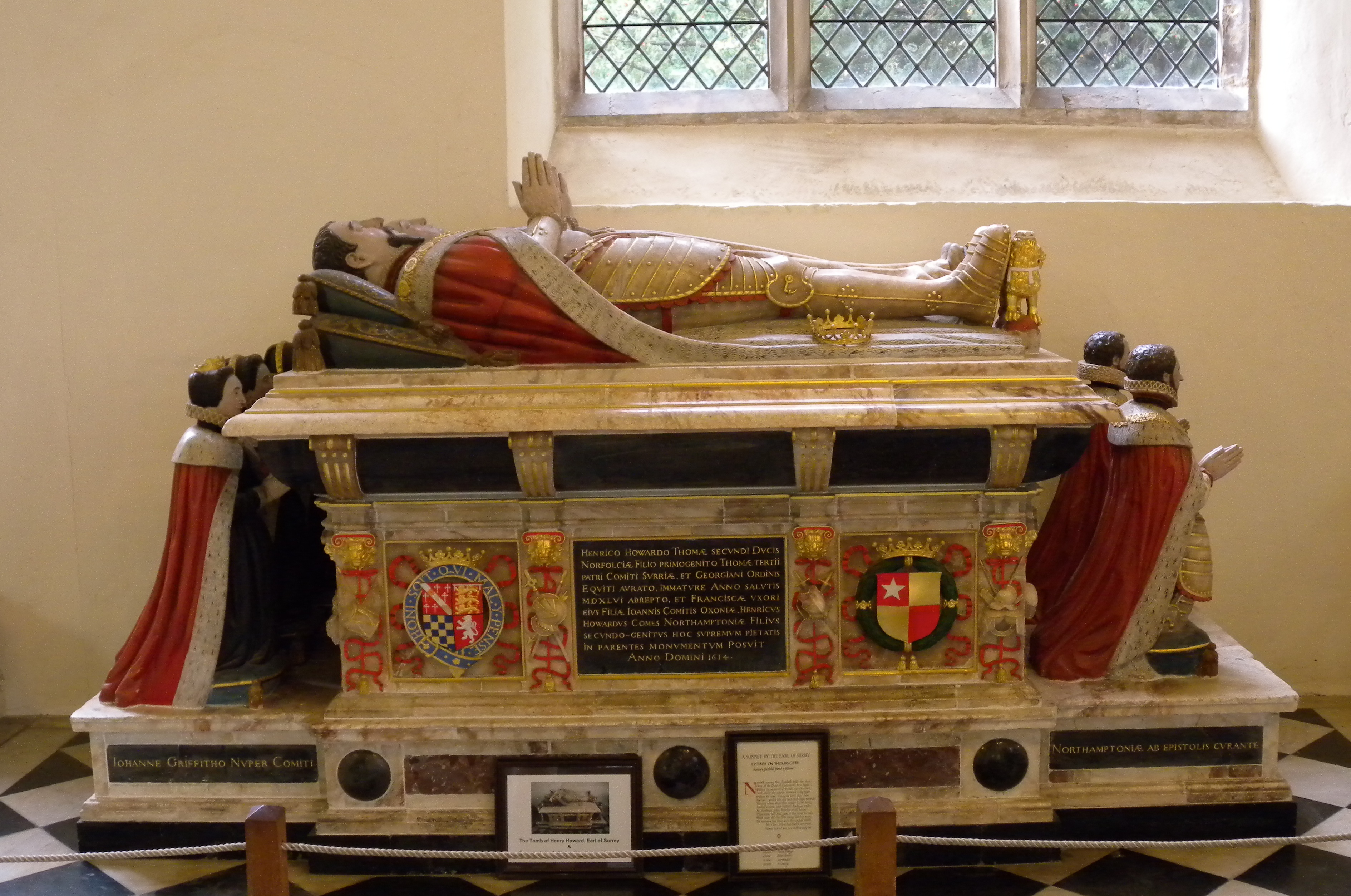
サリー伯の棺

## 子女

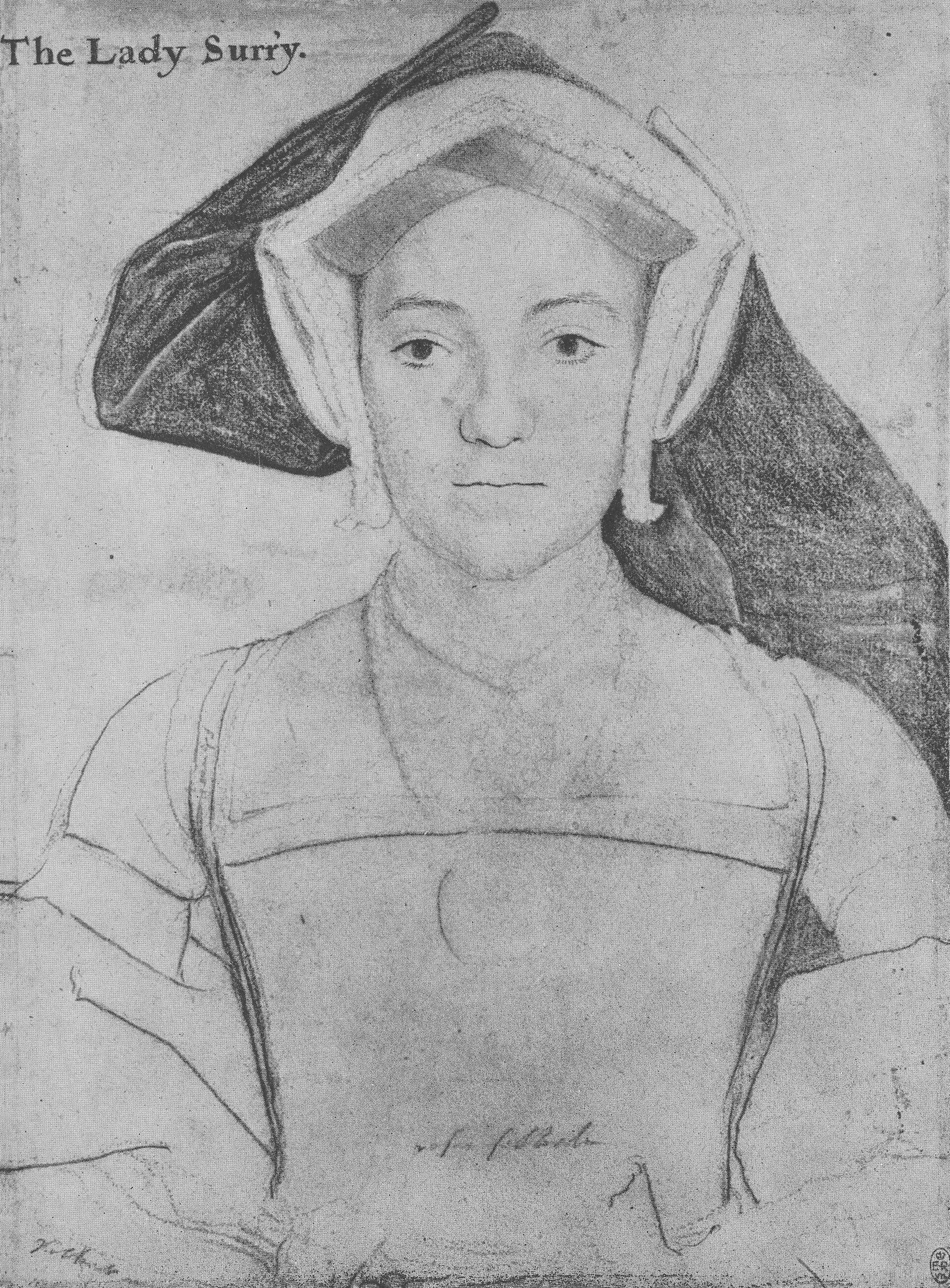
フランセス・ド・ヴィアー, ハンス・ホルバイン画, c. 1535

妻は第15代オックスフォード伯爵ジョン・ド・ヴィアーの娘フランセスであり、2男3女を残した。
- ジェーン（英語版）（1533年/1537年） - ウェストモーランド伯爵チャールズ・ネヴィルと結婚
- トマス（1536年 - 1572年） - ノーフォーク公爵
- ヘンリー（1540年 - 1614年） - ノーサンプトン伯爵
- マーガレット（1543年 - 1591年） - ボルトンのスクロープ男爵ヘンリー・スクロープ（英語版）と結婚
- キャサリン（1547年 - 1596年） - バークリー男爵ヘンリー・バークリー（英語版）

長男トマスは祖父の後継ぎとなり、1554年に祖父が亡くなって公爵に叙された。

## 詩作
詩人として功績を残し、1532年のフランス滞在中にイタリアの文化と詩に触れ、友人のトマス・ワイアットと共に英語で初めてソネットを書き、ペトラルカのソネットを英語に訳した。作品はワイアットの詩と共にリチャード・トテルが出版した『トテル詩選集』で広く知られるようになった。またウェルギリウスの作品を翻訳する際に初めてブランクヴァース（無韻詩）の使用を試みたこともあり、叙事詩『アエネーイス』第2巻と第4巻を翻訳、無韻詩に移し替えた。ワイアットとともに『イギリスのソネットの父』と讃えられる。